# Krueng Baro (Sawang)
Krueng Baro is een bestuurslaag in het regentschap Aceh Utara van de provincie Atjeh, Indonesië. Krueng Baro telt 517 inwoners (volkstelling 2010).